# إنريكي برينكمان
إنريكي برينكمان (بالإسبانية: Enrique Brinkmann )‏ (و. 1938 – م) هو رسام، وسياسي، من إسبانيا، ولد في مالقة.

## مناصب
تولى منصب عضو مجلس الشيوخ من اسبانيا.